# Trolleybus van Wuppertal
De trolleybus van Wuppertal zorgde tussen 1949 en 1972 voor openbaar vervoer in de aan de Wupper gelegen stad Wuppertal. Het aan het westelijke uiteinde van de Schwebebahn gelegen stadsdeel Vohwinkel wordt tegenwoordig nog steeds bediend door trolleybuslijn 682 van de trolleybus van Solingen.

## Aanloop
De eerste plannen voor de invoering van de trolleybus dateerden al van voor de Tweede Wereldoorlog en hadden in de eerste plaats te maken met de topografie van de stad. In 1940 werd de eerste lijn tussen Neumarkt en Mirke vergund maar niet aangelegd. De oorzaak hiervan lag bij de schaarste aan middelen en het autarkisch beleid van de Duitse regering: de productie van elektriciteit maakte de trolleybus immers afhankelijk van de invoer van aardolie.

## Ontwikkeling van het net
De korte geschiedenis van de trolleybus begon op 1 oktober 1949 met een eerste lijn van Rauentaler Berg naar het stadsdeel Beyenburg (traject van de huidige buslijn 616). Het net breidde zich als volgt uit:
| Lijn | Datum            | Traject                                                               | Lengte  | Opmerkingen |
| ---- | ---------------- | --------------------------------------------------------------------- | ------- | --- |
| 16   | 1 oktober 1949   | Rauentaler Berg - Beyenburg                                           | 7,65 km | Onderweg in Kemna: keerlus en een tractiestation dat ingebouwd werd in een voormalige bijwagen van de Barmen - Elberfelder Straßenbahn |
| 16   | November 1949    | Rauentaler Berg - Oberbarmen                                          | 7,65 km | |
| 24   | 24 december 1950 | Oberbarmen - Wichlinghauser Markt - Schellenbeck                      | 3,12 km | |
| 24   | 27 oktober 1952  | Oberbarmen - Clausewitzstraße                                         | 2,40 km | |
| 10B  | 5 juli 1959      | Barmen (Alter Markt / Bahnhof) - Forsthaus - Toelleturm - Lichtscheid | 6,34 km | Verving tramlijnen 4, 10 en 14 en een tandradbaan                                                                                      |
| 10W  | 16 augustus 1959 |                                                                       |         | Lijn 10B verlengd tot Wichlinghauser Markt                                                                                             |
| 10B  | 2 oktober 1959   | Lichtscheid - Ronsdorf Parkstraße                                     | 0,70 km | |
| 10B  | 2 oktober 1960   | Ronsdorf Parkstraße - Ronsdorf Stadtbahnhof                           | 1,69 km | |
| 24   | 26 mei 1963      | Clausewitzstraße - Dieselstraße                                       | 1,26 km | |
| 24   | 25 juni 1963     | Schellenbeck - Schraberg (Dellbusch)                                  | 0,39 km | |

Hiermee bereikte het trolleybusnet met een lengte van 24,7 kilometer (totale lengte van de lijnen 33,5 kilometer) zijn grootste uitgestrektheid.

## Ontmanteling
De afbouw van het trolleybusnet begon in 1969 en gebeurde in vier stappen.
| Lijn      | Datum        | Traject                            |
| --------- | ------------ | ---------------------------------- |
| 24        | 4 mei 1969   | Oberbarmen - Langerfeld            |
| 16        | 2 maart 1970 | Oberbarmen - Beyenburg             |
| 10B / 10W | 1 maart 1971 | Ronsdorf - Wichlinghauser Markt    |
| 24        | 27 mei 1971  | Oberbarmen - Schraberg (Dellbusch) |

## Rollend materieel
Ondanks het kortstondig bestaan, beschikte het net over 26 trolleybussen verdeeld over verschillende reeksen. Na de opheffing van het bedrijf werd geen van de voertuigen overgenomen door een ander bedrijf.
| Nummers   | Aantal | Bouwjaar | Fabrikant                  | Opmerkingen                                                              | Uit dienst                                 |
| --------- | ------ | -------- | -------------------------- | ------------------------------------------------------------------------ | ------------------------------------------ |
| 301-305   | 5      | 1949     | Henschel / Credé / SSW     | Nieuw koetswerk: 301-303 in 1957-1958 van Ludewig; 304 in 1959 van Bauer | 301-302 (1968), 303 (1969), 304-305 (1970) |
| 306       | 1      | 1950     | Henschel / zelfbouw / SSW  | Nieuw koetswerk Ludewig in 1956                                          | 1968                                       |
| 307 - 309 | 3      | 1952     | Henschel / Uerdingen / SSW | Nieuw koetswerk Ludewig in 1964; 309 als anderhalfdeksbus                | 309 (1969), 307-308 (1970)                 |
| 310       | 1      | 1956     | Krupp / Ludewig / SSW      |                                                                          | 1969                                       |
| 311 - 312 | 2      | 1956     | Krupp / Ludewig / SSW      | 1969: nieuw koetswerk van Ludewig als anderhalfdeksbus                   | 1971                                       |
| 313 - 320 | 8      | 1959     | Krupp / Ludewig / SSW      |                                                                          | 1972                                       |
| 321 - 324 | 4      | 1960     | Krupp / Bauer / SSW        |                                                                          | 1971                                       |
| 325 - 326 | 2      | 1962     | Henschel / Henschel / SSW  |                                                                          | 1971                                       |